# Schlacht um Kiew (1943)
1941: Białystok-Minsk – Dubno-Luzk-Riwne – Smolensk – Uman – Kiew – Odessa – Leningrader Blockade – Wjasma-Brjansk – Charkow – Rostow – Moskau – Tula

1942: Rschew – Charkow – Ljuban/Wolchow – Kertsch/Sewastopol – Fall Blau – Kaukasus – Stalingrad – Operation Mars

1943: Woronesch-Charkow – Operation Iskra – Nordkaukasus – Charkow – Kursk – Orjol – Donez-Mius – Donbass – Belgorod-Charkow – Smolensk – Dnepr – Kiew

1944: Dnepr-Karpaten – Leningrad-Nowgorod – Krim – Wyborg–Petrosawodsk – Operation Bagration – Lwiw-Sandomierz – Jassy–Kischinew – Belgrad – Petsamo-Kirkenes – Baltikum – Karpaten – Ungarn

1945: Kurland  – Weichsel-Oder – Ostpreußen – Westkarpaten – Niederschlesien – Ostpommern – Plattensee – Oberschlesien – Wien – Oder – Berlin – Prag
Die Zweite Schlacht um Kiew war eine Schlacht an der deutsch-sowjetischen Front im Zweiten Weltkrieg zwischen der Wehrmacht und der Roten Armee um die Hauptstadt der Ukrainischen SSR Kiew. Die Schlacht war Teil der zweiten Phase der Schlacht am Dnepr und fand im November und Dezember 1943 statt. Im Ergebnis konnte die Rote Armee die im Zuge der ersten Schlacht um Kiew 1941 von der Wehrmacht besetzte Stadt zurückerobern.

## Vorgeschichte
Armeegeneral Nikolai Watutin, Oberbefehlshaber der Woronescher Front (am 20. Oktober umbenannt in 1. Ukrainische Front), führte am 23. und 24. September 1943 etwa 20 km nördlich und 80 km südöstlich von Kiew separate Operationen zur Gewinnung von Brückenköpfen über den Dnjepr durch. Er plante die Stadt durch eine doppelseitig angesetzte Zangenoperation einzunehmen. Ein am 24. September 1943 in der Dnjepr-Windung von Bukrin durchgeführtes Luftlande-Unternehmen scheiterte zunächst im Bereich des XXXXII. Armeekorps der 8. Armee.
Bis zum 30. September konnte einer der gebildeten Brückenköpfe im Raum Bukrin dann doch bis zu 6 Kilometer Tiefe erweitert werden. Gegenangriffe durch das deutsche XXIV. Panzerkorps (19. Panzer- und 10. Panzergrenadier-Division) konnten diese Gefahr aber völlig eindämmen. Gegenüber dem deutschen XIII. Armeekorps gelang es der 38. Armee (General Tschibissow, später Moskalenko) am 26. September 1943 eine kleine Vorausabteilung der 240. Schützen-Division bei Ljutesch überzusetzen. Die kleine Gruppe mit 22 Rotarmisten, unter dem Kommando von Feldwebel P.P. Nefedow, setzte in den frühen Morgenstunden über. Die exponierte Stellung erlaubte den Soldaten Angriffe der Wehrmacht zunächst in Zug- dann in Kompaniestärke abzuweisen. Am Abend bestand die Brückenkopfbesatzung noch aus 10 Mann, die am nächsten Morgen mit 75 Mann aufgefrischt wurden. Nach schweren Kämpfen konnten sich sowjetische Truppen am westlichen Ufer des Flusses schließlich festsetzen, nach der Vergrößerung etablierte sich hier später der Brückenkopf von Ljutesch. Watutin verlegte den Schwerpunkt bald nach Norden: Die vor Bukrin zum Übersetzen des Dnjepr bestimmte 3. Gardepanzerarmee wurde ab 16. Oktober zum Brückenkopf Ljutesch verlegt. Nach der Erweiterung des Brückenkopfes von Ljutesch bis zum Irpen-Abschnitt bei Gostomel nahm auch die sowjetische 60. Armee (General Tschernjachowski) diesen Platz als Sprungbrett zum Angriff nach Südwesten. Auf deren rechter Flanke bildete die 13. Armee (General Puchow) einen weiteren Brückenkopf im Raum östlich von Tschernobyl. Bis Anfang November tobten derweil auch im Bereich des Brückenkopfes von Bukrin erbitterte Kämpfe um dessen Erweiterung.

## Verlauf

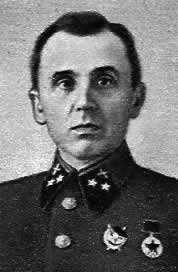
General Kirill Moskalenko, Kommandeur der 38. Armee

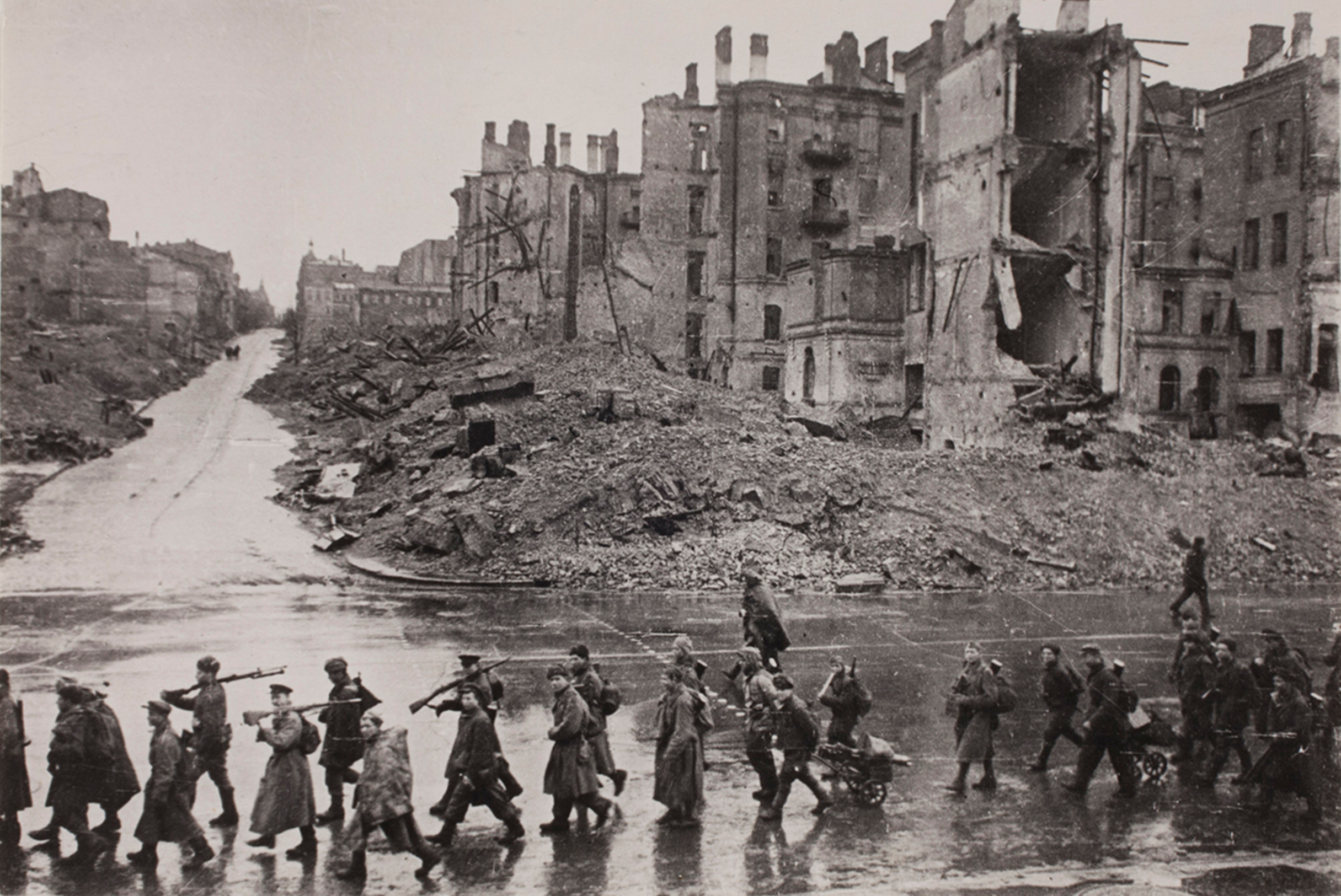
Der Chreschtschatyk nach der Befreiung 1943

Am Morgen des 3. November 1943 starteten die Truppen der 1. Ukrainischen Front die Kiewer Strategische Offensive. Watutin verfügte über etwa 663.000 Mann, 7000 Geschütze und Mörser, 675 Panzer und Selbstfahrlafetten, dazu etwa 700 Flugzeuge. Artilleristisch bot Watutin im Brückenkopf von Ljutesch mit einem Rohr auf drei Meter die höchste Artilleriedichte im Verlauf des Zweiten Weltkrieges auf.
Die deutsche 4. Panzerarmee unter Generaloberst Hoth verfügte bei der Verteidigung des Umfeldes und der Stadt über folgende Divisionen:
- XIII. Armeekorps mit 68., 208. und 340. Infanterie-Division
- XXXXVIII. Panzerkorps mit 7., 19. und 8. Panzer-Division
- VII. Armeekorps mit 75., 88. Infanterie- und 213. Sicherungs-Division
- XXIV. Panzerkorps mit 34., 82. und 112. Infanterie-Division und 20. Panzergrenadier-Division

Den Hauptangriff auf Kiew führte die sowjetische 38. Armee (General Moskalenko) aus dem Brückenkopf Ljutesch von Norden her und konnte bis zum Abend 5 bis 12 Kilometer tief in die deutschen Linien einbrechen. Am rechten Flügel konnte die sowjetische 60. Armee die Stellungen der 208. Infanterie- und der 8. Panzer-Division an der Linie Dymer-Gostomel zunächst nicht überwinden. Am Abend des ersten Tages hatte die an der Spitze stehende 240. Schützendivision verstärkt durch Einheiten des 7. Artilleriekorps den nördlichen Kiewer Vorort Pushcha-Wodice erreicht. Aus dem Bukrin-Brückenkopf hatten zur Bindung und Ablenkung des XXIV. Panzerkorps auch die sowjetische 40. (General F. F. Zmatschenko) und 27. Armee (Generalleutnant Trofimenko) anzugreifen. Luftunterstützung leistete die 2. Luftarmee unter Generalleutnant S. A. Krassowski. Dem massiven Angriff auf Kiew konnten die Divisionen des deutschen XIII. und VII. Armeekorps nicht lange standhalten. Am 4. November wurde die 3. Garde-Panzerarmee in die Schlacht eingeführt, das 7. Garde-Panzerkorps (Generalmajor K. F. Sulejkow) brach im Kampf mit der deutschen 7. Panzer-Division (von Manteuffel) nach Süden auf Swjatoschino durch und schnitt am folgenden Tag die Straße zwischen Kiew und Shitomir ab. Das sowjetische 51. Schützenkorps unter Generalmajor Awdejenko drang zusammen mit dem 5. Garde-Panzerkorps unter General Krawtschenko von Norden her in Kiew ein, dabei wurden große Teile der 75. und 88. Infanterie-Division in der Stadt abgeschnitten. Teile der von der Roten Armee ausgerüsteten 1. tschechoslowakischen Brigade (Oberst Svoboda), die bereits den Bahnhof der Stadt besetzt hatten, erreichten am Morgen des 6. November den Dnjepr.
Kiew war nach mehrtägigen Kämpfen am 6. November unter schweren Verlusten vollständig eingenommen. Die nach 778 Tagen von deutscher Besatzung befreite Stadt erlitt schwere Zerstörungen. 1943 lebten hier etwa 80.000 Einwohner, was 20 % der Vorkriegs-Einwohnerzahl entsprach. 7.000 Gebäude, darunter 1.000 Fabriken waren geplündert oder zerstört.
Bei der Verfolgung der sich zurückziehenden deutschen Truppen wurde Fastow am 7. November durch das 6. Garde-Panzerkorps (Generalmajor Panfilow) und Schitomir am 12. November durch Teile der 38. Armee (23. Schützenkorps) und durch das 1. Garde-Kavalleriekorps unter Generalleutnant Viktor Baranow zurückerobert.
Am 8. November startete die 20. Panzer-Grenadier-Division einen erfolglosen Gegenangriff an der Linie Tripolje-Fastow–Kornyn gegenüber der sich jetzt am westlichen Dnjepr-Ufer festgesetzten sowjetischen 40. Armee.
Am 11. November wurden Korostyschew durch das 1. Garde-Kavalleriekorps und Radomyschl durch das 30. Schützenkorps (Generalmajor Gregori S. Lazko), am 12. November Malin und am 17. November Korosten durch Truppen der 60. Armee befreit. Im Norden von Watutins Front gelang es der 13. Armee am 16. November mit dem 15. Schützenkorps (Generalmajor Ljudnikow) die Stadt Tschernobyl einzunehmen, während das 18. Garde-Schützenkorps (Generalmajor Afonin) bis 18. November Owrutsch erreichte und besetzte.

## Deutsche Gegenoffensiven im Raum Fastow-Schitomir
Generalfeldmarschall Erich von Manstein überzeugte Adolf Hitler davon, das durch die Ankunft der 1. Panzer-Division (General Krüger) und der 1. SS-Panzer-Division „Leibstandarte“ verstärkte XXXXVIII. Panzerkorps sofort zu Gegenangriffen anzusetzen, um die bei Fastow einbrechende Front wiederherzustellen. Das zwischen den Fluss Irpen und Wassikow mit der 82., 198. und 75. Infanterie-Division haltende deutsche VII. Armeekorps wurde durch die 2. SS-Panzer-Division „Das Reich“ verstärkt.

### Erste Phase ab 13. November

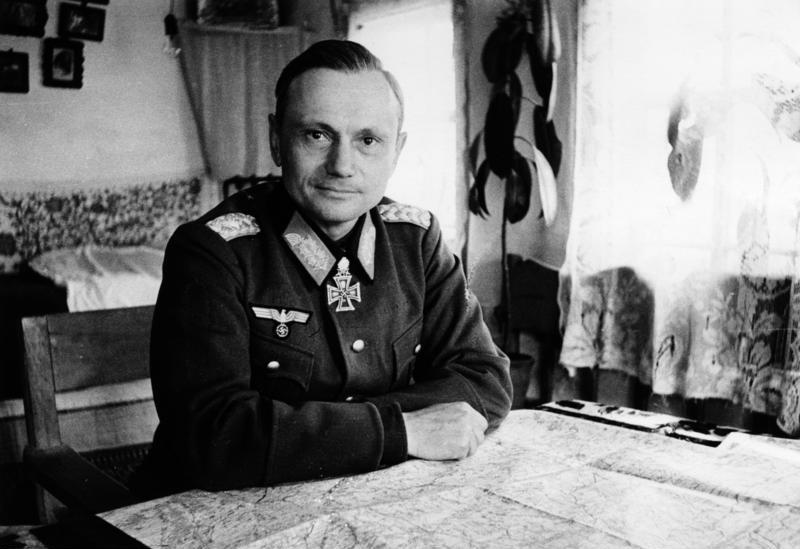
Hermann Balck (1943)

Am 13. November begann aus der Linie Fastow-Pawolotsch-Kasatin der Angriff von fünf deutschen Panzerdivisionen unter Führung des General der Panzertruppe Balck. Gleichzeitig tobte westlich davon der Kampf um Schitomir, das in der Nacht vom 17. auf den 18. November durch die 7. Panzer-Division zurückerobert werden konnte. Zwischen Fastow und Belaja Zerkow wurde die aus Frankreich herangeführte 25. Panzerdivision ausgeladen und sofort eingesetzt. Das Generalkommando XXXXII wurde am 12. November als Armeeabteilung Mattenklott (General der Infanterie Mattenklott) aktiviert, um die getrennt operierenden Korpsgruppen des XIII. und LIX. A.K. zwischen Korosten und Belaja Zerkow einheitlich führen zu können. Dabei wurde das sowjetische 94. Schützenkorps der neu in der Front etablierten 1. Gardearmee im Raum nördlich und östlich der Kleinstadt Brusiłów durch Einsatz zurückgeworfen. Unter dem Druck des XXXXVIII. Panzerkorps musste sich auch die 38. Armee nach Norden zurückziehen, dadurch geriet die weit westlich vorgeschobene linke Flanke der 60. Armee in Gefahr. Sowjetische Gegenstöße, welche am 26. November im Bereich Raewka-Borowka mit drei Schützenkorps einsetzten, verhinderten in südlicher Richtung weitere deutsche Erfolge.
Ende November stabilisierte sich die Front vorerst westlich des Teterew-Abschnitts an der Linie Tschernjachow – Radomyschl – Stawischtsche – Jurowka. Die 1. Ukrainische Front verstärkte den westlich Kiew auf bereits 180 Kilometer Breite und 75 Kilometer Tiefe erweiterten Raumgewinn mit Truppen der 18. Armee.

### Zweite Phase ab 6. Dezember
Am 6. Dezember startete mit dem Unternehmen Advent ein neuer deutscher Gegenangriff aus dem Raum nördlich von Schitomir mit der 1. und 7. Panzer-Division vom Trostjawiza-Abschnitt zwischen Tschernjachow und Drobyn nach Osten zur Rückeroberung des verlorenen Teterew-Abschnitts zwischen Radomyschl und Weprin.
Die 7. Panzer-Division erreichte rechts vorgehend bis 15. Dezember den Irscha-Abschnitt und schnitt nach der Einnahme von Malyn die Bahnlinie zwischen Korosten und Kiew ab. In der Mitte erreichte die zwischen Kamenka und Federowka angetretene 1. Panzer-Division nach Verstärkung durch Teile der SS-Division Leibstandarte den Teterew-Fluss bei Weprin, während links die 68. Infanterie-Division vergeblich versuchte, die Stellungen der sowjetischen 1. Gardearmee bei Radomyschl zu durchbrechen. Die 1. Panzer-Division wurde herausgezogen um am nördlichen Ufer des Irscha-Abschnitts das im Raum Korosten zurückgedrängte LIX. Armeekorps zu verstärken. Aus dem durch die 291. Infanterie-Division gehaltenen Brückenkopf bei Sloditsch sollte die Vereinigung mit der 7. Panzer-Division bei Malin hergestellt und dabei große Teile der sowjetischen 60. Armee abgeschnitten werden.
Am 20. Dezember nahm darauf die sowjetische 3. Garde-Panzerarmee ihre Offensive aus dem Raum Brusilow nach Westen wieder auf und durchbrach die Verbindungen des XIII. und XXXXVIII. Korps. Die Truppen General Krügers erreichten noch die Linie Stremigorod und Kosinowka, mussten aber die geplante Umfassung am 23. Dezember sofort abbrechen, weil die eigene Abschneidung drohte. Der Angriff des XXXXVIII. Panzerkorps am nördlichen Irscha-Ufer sowie ein gleichzeitiger Angriff des XIII. Armeekorps mit der 2. Fallschirmjäger-Division von Osten her auf Radomyschl drohten kurzfristig drei sowjetische Panzer- und vier Schützenkorps südostwärts von Korosten im Raum Meleni einzuschließen. Unter Zuführung der 1. Panzerarmee und der 18. Armee gelang es der sowjetischen Führung jedoch, die deutsche Offensive zu stoppen und die Gefahr abzuwenden.
Nach dem allgemeinen deutschen Rückzug auf Schitomir und der am 24. Dezember einsetzenden sowjetischen Großoffensive, ging es der 1. Panzer-Division nur noch darum, der bereits im Raum Korostyschew abgeschnittenen 8. Panzer-Division einen Rückweg freizukämpfen.

## Ausgang
Das am 6. November befreite Kiew wurde von der Roten Armee klar behauptet. Mehrere Versuche General von Mansteins zur Rückeroberung der Stadt durch die Wehrmacht schlugen im November und Dezember fehl. Am 10. Dezember 1943 fiel der Befehlshaber der deutschen 4. Panzerarmee Generaloberst Hoth durch den Verlust von Kiew bei Hitler in Ungnade (in die Führerreserve versetzt) und wurde durch General Erhard Raus ersetzt. Am 24. Dezember wurde die sowjetische Offensive in der Schitomir-Berditschewer Operation durch die 1. Ukrainische Front erfolgreich fortgesetzt. Die Sowjets eroberten am 28. Dezember Kasatin, Schitomir fiel am 31. Dezember endgültig in sowjetische Hände. Bis zum 30. Dezember erweiterten die Sowjets den Durchbruch auf die neue Linie Rowno-Schepetowka-Schmerinka-Winniza-Hristinowka-Uman.